# Blue State
Blue State is een Canadees/Amerikaanse romantische komedie uit 2007. De film werd geregisseerd en geschreven door Marshall Lewy en had Breckin Meyer en Anna Paquin in de hoofdrollen. Paquin was ook uitvoerend producent.
De film werd opgenomen in de Canadese provincie Manitoba en ging in première op het Tribeca Film Festival. Op 12 februari 2008 werd de film op dvd uitgebracht.

## Verhaal
John Logue (Breckin Meyer) voert actief campagne voor de Democratische presidentskandidaat John Kerry. Op een dronken avond zweert hij naar Canada te verhuizen als George W. Bush de Amerikaanse presidentsverkiezingen 2004 wint. Bush wint zijn herverkiezing en hoewel Logue zelf zijn belofte niet zo serieus neemt, nemen zijn vrienden en werkgever dat wel. Hij ontmoet Chloe Hamon die met hem mee naar Canada wil reizen. Onderweg reizen ze langs Logues ouders, die juist conservatieve ideeën hebben en aanhangers zijn van de Republikeinse Partij. Ook komen we erachter dat Logues broer vocht in de Irakoorlog. Vlak voor de Canadese grens geeft Hamon toe dat ze ook in Irak vocht maar uit het leger gedeserteerd is. Ondanks dat gaan ze naar Canada, waar ze niet goed kunnen aarden. Ze besluiten terug te gaan naar de Verenigde Staten, hoewel Hamon dan naar de gevangenis moet.

## Rolverdeling
| Acteur            | Personage                                 |
| ----------------- | ----------------------------------------- |
| Breckin Meyer     | John Logue                                |
| Anna Paquin       | Chloe Hamon                               |
| Joyce Krenz       | John Logue's moeder                       |
| Richard Blackburn | John Logue's vader                        |
| Adriana O'Neil    | Gloria O'Neill                            |
| Seun Olagunju     | Randall                                   |
| Bryan Clark       | "De Geile Amerikaan"                      |
| Nick Ouellette    | Hal                                       |
| Tim Henry         | Charlie                                   |
| James Juce        | Larry                                     |
| Elicia Cronin     | Sandy                                     |
| Judy Cook         | Bride                                     |
| Scott Pangman     | Canadese Kerel                            |
| Kristjan Harris   | Artistieke Kerel                          |
| Leigh Enns        | Rebecca                                   |
| Sean O'Brian      | Pizzaman                                  |
| Grace Lynn Kung   | Esther Yang                               |
| David Evans       | Technische kerel                          |
| Erik Fjeldsted    | Paul                                      |
| Darcy Fehr        | Amerikaanse douaneofficier                |
| Francis Fontaine  | Canadese douaneofficier                   |
| Bobby Stahr       | Dienstplichtweigeraar die in Canada woont |